# Achyrachaena
Achyrachaena là một chi thực vật có hoa trong họ Cúc (Asteraceae).

## Loài
Chi Achyrachaena gồm các loài: